# Morti nel 2002/Gennaio
| Questa pagina contiene informazioni ricavate automaticamente dalle voci biografiche con l'ausilio del template Bio e di un bot. L'aggiornamento è periodico e automatico e ricostruisce completamente la pagina. Se manca una persona in questa lista, sei pregato di non aggiungerla, ma accertati piuttosto che la sua voce biografica contenga il template Bio e che i dati anagrafici siano correttamente compilati. Se il template Bio manca, inseriscilo tu stesso o, in alternativa, metti l'avviso {{tmp\|Bio}} che ne segnala la mancanza. Se i dati riportati sono sbagliati, correggi direttamente la voce biografica; le modifiche saranno visibili in questa lista entro pochi giorni. Per chiarimenti vedi il progetto biografie. La lista contiene solo le 149 persone che sono citate nell'enciclopedia e per le quali è stato implementato correttamente il template Bio. Pagina aggiornata al 2 ago 2025. |

- 1º gennaio - Mohand-Aârav Bessaoud, scrittore e attivista berbero (n. 1924)
- 1º gennaio - Rolando Del Bello, tennista italiano (n. 1925)
- 1º gennaio - Awa Dia, cestista senegalese
- 1º gennaio - Jack C. Haldeman II, scrittore di fantascienza statunitense (n. 1941)
- 1º gennaio - Hellmuth Marx, scultore austriaco (n. 1915)
- 1º gennaio - Bonnie Mealing, nuotatrice australiana (n. 1912)
- 1º gennaio - Umberto Menti, calciatore e allenatore di calcio italiano (n. 1917)
- 1º gennaio - Norman Nielson, calciatore sudafricano (n. 1928)
- 1º gennaio - Carol Ohmart, attrice e modella statunitense (n. 1927)
- 1º gennaio - Ted Rigg, cestista statunitense (n. 1913)
- 1º gennaio - Charles Segal, filologo classico e latinista statunitense (n. 1936)
- 1º gennaio - Meg Wyllie, attrice statunitense (n. 1917)
- 2 gennaio - Armi Aavikko, modella e cantante finlandese (n. 1958)
- 2 gennaio - Rui Campos, calciatore brasiliano (n. 1922)
- 2 gennaio - Cindy Garner, attrice statunitense (n. 1924)
- 2 gennaio - Charlie Mitten, allenatore di calcio e calciatore inglese (n. 1921)
- 2 gennaio - Bibi Osterwald, attrice statunitense (n. 1920)
- 3 gennaio - Juan García Esquivel, compositore e pianista messicano (n. 1918)
- 3 gennaio - Freddy Heineken, dirigente d'azienda e imprenditore olandese (n. 1923)
- 3 gennaio - Antonio Todde, supercentenario italiano (n. 1889)
- 4 gennaio - Georg Ericson, allenatore di calcio e calciatore svedese (n. 1919)
- 4 gennaio - Emil Hinkó, architetto, calciatore e allenatore di calcio ungherese (n. 1901)
- 5 gennaio - Valēntin Čēṙnikov, schermidore sovietico (n. 1937)
- 5 gennaio - Roger Gyselinck, ciclista su strada belga (n. 1920)
- 5 gennaio - Astrid Henning-Jensen, regista e sceneggiatrice danese (n. 1914)
- 5 gennaio - Ruggiero Romano, storico italiano (n. 1923)
- 6 gennaio - Lando Bartoli, architetto italiano (n. 1914)
- 6 gennaio - Adriano Cavanna, storico e giurista italiano (n. 1938)
- 6 gennaio - Sanya Dharmasakti, politico e giurista thailandese (n. 1907)
- 6 gennaio - Antigono Donati, politico italiano (n. 1910)
- 6 gennaio - Mario Nascimbene, compositore e direttore d'orchestra italiano (n. 1913)
- 6 gennaio - John W. Reynolds, politico e giudice statunitense (n. 1921)
- 6 gennaio - Fred Taylor, cestista, giocatore di baseball e allenatore di pallacanestro statunitense (n. 1924)
- 7 gennaio - Geoff Crompton, cestista statunitense (n. 1955)
- 7 gennaio - Geoff Crossley, pilota automobilistico britannico (n. 1921)
- 7 gennaio - Wilhelm Johnen, militare e aviatore tedesco (n. 1921)
- 7 gennaio - Cinzia Maltese, giornalista e conduttrice televisiva italiana (n. 1961)
- 7 gennaio - Francis Seton, economista austriaco (n. 1920)
- 7 gennaio - René Étiemble, scrittore, sinologo e saggista francese (n. 1909)
- 8 gennaio - Maurice Stevenson Bartlett, statistico britannico (n. 1910)
- 8 gennaio - Giovanni Bonalumi, scrittore e saggista svizzero (n. 1920)
- 8 gennaio - Aleksandr Michajlovič Prochorov, fisico sovietico (n. 1916)
- 8 gennaio - Pasquale Rywalski, religioso svizzero (n. 1911)
- 8 gennaio - Dave Thomas, imprenditore statunitense (n. 1932)
- 9 gennaio - D'Arco Silvio Avalle, critico letterario, filologo e semiologo italiano (n. 1920)
- 9 gennaio - Edith Bouvier Beale, cabarettista e modella statunitense (n. 1917)
- 9 gennaio - Aldo Cadario, calciatore italiano (n. 1918)
- 9 gennaio - Bill McCutcheon, attore statunitense (n. 1924)
- 10 gennaio - Olga Biglieri, pittrice, aviatrice e giornalista italiana (n. 1915)
- 10 gennaio - John Buscema, fumettista statunitense (n. 1927)
- 10 gennaio - Günther Ortmann, pallamanista tedesco (n. 1916)
- 11 gennaio - Jan Burssens, pittore belga (n. 1925)
- 11 gennaio - Henry Pearcy, cestista e allenatore di pallacanestro statunitense (n. 1922)
- 11 gennaio - Henri Verneuil, regista, sceneggiatore e produttore cinematografico armeno (n. 1920)
- 12 gennaio - Bernard Bennett, giocatore di snooker inglese (n. 1931)
- 12 gennaio - John Berger, fondista svedese (n. 1937)
- 12 gennaio - Oleg Grigor'evič Jančenko, organista e compositore russo (n. 1939)
- 12 gennaio - Violet Pakenham, scrittrice irlandese (n. 1912)
- 12 gennaio - Ernest Pintoff, regista e sceneggiatore statunitense (n. 1931)
- 12 gennaio - Cyrus Vance, politico e avvocato statunitense (n. 1917)
- 12 gennaio - Carlo Zanelli, politico e dirigente sportivo italiano (n. 1911)
- 13 gennaio - Charity Adams Earley, militare statunitense (n. 1918)
- 13 gennaio - Christian von Bülow, velista danese (n. 1917)
- 13 gennaio - Ted Demme, regista, produttore cinematografico e produttore televisivo statunitense (n. 1963)
- 13 gennaio - Susanne Erichsen, modella e imprenditrice tedesca (n. 1925)
- 13 gennaio - Paul Fannin, politico statunitense (n. 1907)
- 13 gennaio - Enrico Guastone Belcredi, diplomatico italiano (n. 1907)
- 13 gennaio - Pierre Joubert, illustratore francese (n. 1910)
- 13 gennaio - Lars Swane, pittore e incisore danese (n. 1913)
- 14 gennaio - Cele Goldsmith Lalli, curatrice editoriale statunitense (n. 1933)
- 14 gennaio - Antonio Sbardella, calciatore, arbitro di calcio e dirigente sportivo italiano (n. 1925)
- 14 gennaio - Michael Young, sociologo, attivista e politico britannico (n. 1915)
- 14 gennaio - Carlo Zauli, ceramista e scultore italiano (n. 1926)
- 15 gennaio - Jean Dockx, calciatore belga (n. 1941)
- 15 gennaio - David Mayer Epstein, compositore, direttore d'orchestra e musicologo statunitense (n. 1930)
- 15 gennaio - Miguel Flores, calciatore cileno (n. 1920)
- 15 gennaio - Tomislav Kaloperović, calciatore e allenatore di calcio jugoslavo (n. 1932)
- 15 gennaio - Erhard Minder, pentatleta svizzero (n. 1925)
- 15 gennaio - José María Sánchez Silva, scrittore spagnolo (n. 1911)
- 15 gennaio - Jozef Smits, pallanuotista belga (n. 1930)
- 16 gennaio - Robert Hanbury Brown, astronomo e fisico britannico (n. 1916)
- 16 gennaio - Bobo Olson, pugile statunitense (n. 1928)
- 16 gennaio - Ron Taylor, attore, cantante e scrittore statunitense (n. 1952)
- 17 gennaio - Eddie Meduza, cantautore, musicista e cantante svedese (n. 1948)
- 17 gennaio - Umberto Ortolani, avvocato, imprenditore e dirigente pubblico italiano (n. 1913)
- 17 gennaio - Queenie Leonard, attrice e cantante britannica (n. 1905)
- 17 gennaio - Camilo José Cela, scrittore spagnolo (n. 1916)
- 18 gennaio - Michel Fleury, storico, archeologo e archivista francese (n. 1923)
- 18 gennaio - Alex Hannum, cestista, allenatore di pallacanestro e dirigente sportivo statunitense (n. 1923)
- 18 gennaio - Angiola Maria Romanini, storica dell'arte italiana (n. 1926)
- 19 gennaio - Jeff Astle, calciatore inglese (n. 1942)
- 19 gennaio - Franz Innerhofer, scrittore austriaco (n. 1944)
- 19 gennaio - Martti Miettunen, politico finlandese (n. 1907)
- 19 gennaio - Vavá, calciatore e allenatore di calcio brasiliano (n. 1934)
- 20 gennaio - Jean-Toussaint Desanti, filosofo francese (n. 1914)
- 20 gennaio - Carrie Hamilton, attrice statunitense (n. 1963)
- 20 gennaio - Solomon Markovič Hromčenko, tenore russo (n. 1907)
- 20 gennaio - John Jackson, musicista statunitense (n. 1924)
- 21 gennaio - Max Angst, bobbista svizzero (n. 1921)
- 21 gennaio - Peggy Lee, cantante, attrice e compositrice statunitense (n. 1920)
- 21 gennaio - Adolfo Marsillach, attore, regista e scrittore spagnolo (n. 1928)
- 21 gennaio - Vilho Rättö, militare finlandese (n. 1916)
- 21 gennaio - George Trapp, cestista statunitense (n. 1948)
- 22 gennaio - Sheldon Allman, attore statunitense (n. 1924)
- 22 gennaio - Kenneth Armitage, scultore britannico (n. 1916)
- 22 gennaio - Peter Bardens, musicista britannico (n. 1944)
- 22 gennaio - Guido Bernardi, pistard italiano (n. 1921)
- 22 gennaio - Henry Cosby, compositore e produttore discografico statunitense (n. 1928)
- 22 gennaio - Jack Shea, pattinatore di velocità su ghiaccio statunitense (n. 1910)
- 22 gennaio - Salomon Tandeng Muna, politico camerunese (n. 1912)
- 22 gennaio - A. H. Weiler, giornalista e critico cinematografico statunitense (n. 1908)
- 23 gennaio - Pierre Bourdieu, sociologo e antropologo francese (n. 1930)
- 23 gennaio - Gianni Di Palma, cantante italiano (n. 1921)
- 23 gennaio - Domingo Drummond, calciatore honduregno (n. 1957)
- 23 gennaio - Vittorio Mero, calciatore italiano (n. 1974)
- 23 gennaio - Robert Nozick, filosofo statunitense (n. 1938)
- 23 gennaio - Pier Giorgio Perotto, ingegnere e informatico italiano (n. 1930)
- 23 gennaio - Adilio Pugliese, calciatore italiano (n. 1926)
- 23 gennaio - Juan Edmundo Vecchi, presbitero argentino (n. 1931)
- 24 gennaio - Nunzio Filogamo, conduttore radiofonico, conduttore televisivo e attore italiano (n. 1902)
- 24 gennaio - Elie Hobeika, politico libanese (n. 1956)
- 24 gennaio - Bernie Price, cestista statunitense (n. 1915)
- 25 gennaio - James Usry, cestista e politico statunitense (n. 1922)
- 26 gennaio - Enrico Buondonno, compositore e organista italiano (n. 1912)
- 26 gennaio - Francisco Cabañas, pugile messicano (n. 1912)
- 26 gennaio - Milt Ticco, cestista e giocatore di baseball statunitense (n. 1922)
- 27 gennaio - Elena Gorčakova, giavellottista sovietica (n. 1933)
- 28 gennaio - Gustaaf Deloor, ciclista su strada belga (n. 1913)
- 28 gennaio - Giovanni Dolino, partigiano, politico e scrittore italiano (n. 1923)
- 28 gennaio - Umberto Improta, funzionario e prefetto italiano (n. 1932)
- 28 gennaio - Hennie Keetelaar, pallanuotista olandese (n. 1927)
- 28 gennaio - Astrid Lindgren, scrittrice svedese (n. 1907)
- 28 gennaio - Venturino Venturi, scultore e pittore italiano (n. 1918)
- 28 gennaio - Jack Witikka, regista e sceneggiatore finlandese (n. 1916)
- 29 gennaio - Richard Mervyn Hare, filosofo inglese (n. 1919)
- 29 gennaio - Dick Lane, giocatore di football americano statunitense (n. 1927)
- 29 gennaio - John Raymond McGann, vescovo cattolico statunitense (n. 1924)
- 29 gennaio - Arrigo Morandi, politico e partigiano italiano (n. 1927)
- 29 gennaio - Berto Pisano, compositore, direttore d'orchestra e arrangiatore italiano (n. 1928)
- 29 gennaio - Harold Russell, attore e militare canadese (n. 1914)
- 30 gennaio - Enrico Bonazzi, partigiano, politico e sindacalista italiano (n. 1912)
- 30 gennaio - Carlo Karges, musicista, compositore e chitarrista tedesco (n. 1951)
- 30 gennaio - Inge Morath, fotografa austriaca (n. 1923)
- 30 gennaio - Edward Peeters, ciclista su strada belga (n. 1923)
- 30 gennaio - Louis Salica, pugile statunitense (n. 1912)
- 30 gennaio - Hans Sundermann, botanico tedesco (n. 1924)
- 31 gennaio - Gabby Gabreski, aviatore statunitense (n. 1919)
- 31 gennaio - Henry Kloss, imprenditore statunitense (n. 1929)
- 31 gennaio - Predrag Vranicki, filosofo croato (n. 1922)